# تاندربولت (رابط)

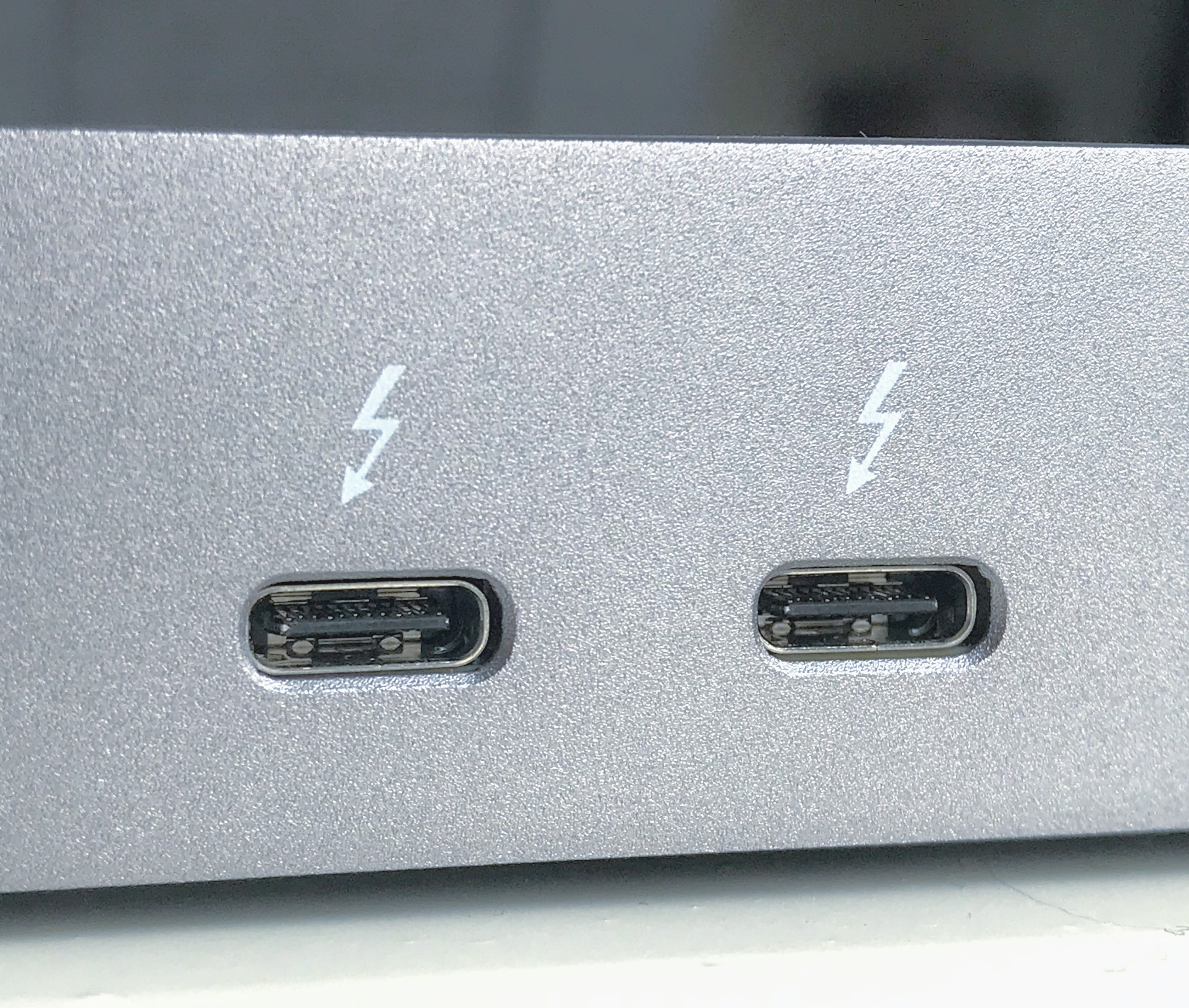
تصویر رابط سخت‌افزاری تاندربولت

تاندربولت (به انگلیسی: Thunderbolt) یک رابط سخت‌افزاری است که اجازه اتصالِ دستگاه‌های جانبی به یک رایانه را می‌دهد. تاندربولت ترکیب پی‌سی‌آی اکس‌پرس و درگاه نمایش به یک سیگنال سریال است که همراه با جریان مستقیم برای اتصال برق می‌باشد.
در سالیان گذشته، رابط‌های بی شماری برای شارژ گوشی، انتقال اطلاعات و به‌طور کلی ایجاد ارتباط با لوازم الکتریکی وجود داشت. اما هر چقدر که فناوری مسیر خود را به سمت پیشرفت ادامه داد، شاهد کم شدن تعداد پورت‌ها و بالا رفتن کیفیت آن‌ها بودیم. به طوری که امروزه تنها چند پورت برای شارژ گوشی‌ها مورد استفاده قرار می‌گیرند و سایر پورت‌ها رفته رفته مسیر خود را به سمت فراموشی ادامه می‌دهند. یکی از پورت‌هایی که نقش بسیار مهمی در مدرن شدن رابط‌ها داشته است، رابط تاندربولت می‌باشد. تاندربولت یک پورت قدیمی است که پس از سال‌ها به‌روزرسانی و تغییر، بالاخره به یک استاندارد ثابت تبدیل شده و در آینده ای نچندان دور آن را در بسیاری از دیوایس‌های مان خواهیم دید. اما تاندربولت چیست و چگونه می‌تواند آینده تمام پورت‌ها تغییر دهد؟ در این مقاله به این سؤال پاسخ خواهیم داد و تمام نسخه‌های تاندربولت را مورد بررسی قرار می‌دهیم.

## تاندربولت چیست؟
تاندربولت یا ثاندربوُلت (Thunderbolt) یک رابط برای ارتباط بین کامپیوتر و لپ تاپ به لوازم جانبی است که در سال ۲۰۱۱ معرفی شد. کمپانی اینتل این رابط را برای کامپیوترها و لپ تاپ‌های اپل توسعه داد و پس از آن به دلیل پتانسیل بالا، پای این پورت به گجت‌های زیادی باز شد. تاندربولت بر روی مک بوک ایر یا مک بوک پروهای اپل مورد استفاده قرار می‌گیرد و در برخی از مادربرد‌های دسکتاپ نیز می‌توانید آن را بیابید.
این رابط نتیجه رقابت اینتل با پورت USB بود و این کمپانی قصد داشت استانداردی را به جهان معرفی کند که همانند USB فراگیر باشد، اما داده‌های بیشتری با سرعت بالاتر توسط آن منتقل شوند. تاندربولت در ۲ مدل فیبر نوری و مسی تولید می‌شود؛ مدل‌های فیبر نوری قیمت بالایی دارند و در دستگاه‌های کمتری تولید می‌شوند، این مدل‌های می‌توانند تنها اطلاعات را منتقل کنند. اما مدل‌های مسی علاوه بر انتقال اطلاعات می‌توانند وظیفه شارژ گجت را نیز بر عهده بگیرند. به‌طور کلی تاندربولت یک پورت برای شارژ و انتقال اطلاعات است که عملکردی مانند USB دارد اما سرعت و کارایی آن فراتر از USB می‌رود. این رابط می‌تواند تا ۳۲ گیگابیت در ثانیه سرعت انتقال اطلاعات را ارائه دهد که سرعت بسیار بالایی محسوب می‌شود.

## تاریخچه
در گذشته برای ارتباط لوازم جانبی به رایانه از کابل‌ها و رابط‌های مختلفی استفاده می‌شد. به عنوان نمونه برای اتصال پرینتر از درگاه‌های چاپگر یا برای اتصال موشواره و صفحه کلید از پی‌اس۲ و بسیاری دیگر از انواع رابط‌ها بهره گرفته می‌شد. با ظهور یواس‌بی تا حدودی این مشکل برطرف گشت و این فناوری جایگزین بیشتر رابط‌های قدیمی شد. اما تقاضا برای پهنای باند بیشتر هر روز در حال افزایش بود از این جهت رابط‌های eSATA و DisplayPort پا به میدان گذاشتند تا نیاز به پهنای باند بیشتر را فراهم نمایند. USB هر چند در نسل‌های بعدی خود پهنای باندش را افزایش داد اما باز با محدودیت حجم انتقال روبه رو بود. این رابط نتوانست دنیای فناوری را به سمت یک رابط مشترک به سبب محدودیت در پهنای باند هدایت کند. نمایشگرها و شبکه‌های رایانه‌ای به حجم انتقال بیشتری نیاز داشتند. تعداد زیاد کابل‌ها نیز یکی دیگر از مشکلات بود.
این زمان بود که اینتل به توسعه دادن فناوری جدیدی به نام تاندربولت روی آورد. هدف از ایجاد این فناوری تهیهٔ یک رابط مشترک برای تمامی دستگاه‌ها بود. این فناوری در نمونه اولیهٔ خود توانست به پهنای باند ۱۰ گیگابیت بر ثانیه برسد؛ یعنی شما می‌توانید یک ترابایت اطلاعات را در زمان تقریباً ۱۳:۳۹ جابجا کنید! اینتل پهنای باند ۱۰۰ گیگابیت بر ثانیه را برای نسل بعدی این فناوری در نظر گرفته است. این درگاه به شکل مربعی با ضلع ۱/۲ سانتی‌متر روی بورد قرار می‌گیرد و از آن چهار رشته خارج می‌شود که می‌تواند از دو پورت پشتیبانی کند. تاندربولت از دو جفت فیبر نوری تشکیل شده است که یکی برای رفت و دیگری برگشت در نظر گفته شده است. این رشته‌ها تنها ۱۲۵ میکرون قطر دارند یعنی قطری برابر با تار موی انسان! اینتل در تلاش است این فناوری را به صورت استاندارد در تمام رایانه‌ها درآورد. مزیت تاندربولت نسبت به دیگر فناوری‌ها طول بیشتر و قطر کمتر و در عین حال پشتیبانی از پروتکل‌های بیشتر است. اینتل در تلاش است با اضافه کردن سیم مسی به این فناوری قابلیت انتقال توان مصرفی برای ابزار متصل شده را نیز فراهم آورد.
اینتل هم چنین یک نمونه از تاندربولت را به نمایش گذاشته است که در آن تاندربولت با یک ورودی یواس بی پیوند خورده است و می‌تواند اطلاعات را جابه‌جا نماید. این نسل از تاندربولت که با وارد شدن یواس‌بی-سی دستخوش تحولاتی شد، باعث به وجود آمدن تاندربولت ۳ شد. این کابل توانایی انتقال ۴۰ گیگابیت بر ثانیه را دارد.

## مشخصات
تاندربولت به شکل دو جهته کار می‌کند یعنی به صورت همزمان می‌تواند با سرعت 10Gbps دیتا را ارسال و دریافت کند و به یکی از سریع‌ترین پورت‌های انتقال داده در دسترس برای دستگاه‌های مصرف‌کننده تبدیل شود.
تاندربولت دارای مشخصات فنی زیر می‌باشد:
- پهنای باند ۱۰ گیگابیت بر ثانیه
- حداکثر طول ۱۰۰ متر در نوع یک جفت کابل نوری (نوع سیم مسی تا ۳ متر)
- اتصال چند وسیله مختلف در یک زمان
- پشتیبانی از چندین فناوری گوناگون
- ارتباط دو جهته

## نسخه‌های مختلف تاندربولت[۳]

### تاندربولت ۱
تاندربولت ۱ اولین نسخه ای از این استاندارد بود که در فوریه ۲۰۱۱ معرفی شد و در مک بوک پرو اپل مورد استفاده قرار گرفت. این پورت از استاندارد Displayport 1.1a و PCI Express 2.0 در حالت ۴ مسیره به صورت یکجا بهره می‌برد. پهنای باند این رابط ۱۰ گیگابایت در ثانیه بود. این کابل از انتقال دیتا به صورت دوکاناله پشتیبانی می‌کرد و به همین دلیل یکی از سریع‌ترین رابط‌ها در زمان عرضه خود بود.

### تاندربولت ۲
در ۱۹ اوت سال ۲۰۱۳ اینتل از تاندربولت ۲ رونمایی کرد تا پشتیبانی خود از این پورت را به همگان اعلام کند. تاندربولت ۲ از نظر ظاهری هیچ تفاوتی با نسخه اولیه نداشت و تنها از لحاظ پهنای باند و سرعت انتقال اطلاعات دستخوش تغییر شده بود. از سوی دیگر به دلیل شباهت تاندربولت ۱ و ۲ از لحاظ ظاهری، امکان اتصال تاندربولت ۲ به نسخه ۱ نیز وجود دارد. تاندربولت ۲ از دو کانال ۱۰ گیگابایتی برای انتقال اطلاعات استفاده می‌کند که این ویژگی امکان انتقال اطلاعات در پهنای باند ۲۰ گیگابایت در ثانیه را ارائه می‌کند. بدین ترتیب می‌توان گفت سرعت انتقال دیتا این نسخه نسبت به نسل قبل ۲ برابر شده است. این نسخه همچنین از استانداردهای PCI Express 2.0 و Displayport 1.2 پشتیبانی می‌کند که امکان اتصال نمایشگرهای 4k را نیز فراهم می‌کند.

### تاندربولت ۳
تاندربولت ۳ دقیقاً همان جایی است که همه چیز را برای این استاندارد تغییر داد، این بروزرسانی را می‌توان انقلابی برای تاندربولت و شاید همه پورت‌های جهان دانست. اینتل در ماه مه ۲۰۱۷ این نسخه را در حالی معرفی کرد که طراحی ظاهری آن به‌طور کلی دچار تغییر شده بود. در کمال تعجب این نسخه با پورت تایپ سی یکی شد و یک رابط بی نقص را به وجود آورد. بدین ترتیب رابط تاندربولت دیگر ظاهر قدیمی خود را ندارد و به شکل کانکتورهای تایپ سی ارائه می‌شود. این ویژگی علاوه بر این که امکان اتصال ۲ طرفه را فراهم می‌کند، موجب یکپارچه شدن پورت‌های تمامی لوازم می‌شود. تاندربولت ۳ علاوه بر تغییرات ظاهری، دچار یک جهش موفق در بخش پهنای باند شده و اکنون می‌تواند با سرعت بی نظیر ۴۰ گیگابیت در ثانیه داده‌های تان را انتقال دهد.
این ویژگی امکان نمایش محتوای 5K به صورت ۶۰ هرتز را امکان‌پذیر می‌کند که تاندربولت ۳ را به یکی از سریع‌ترین رابط‌ها در زمان عرضه تبدیل کرد. این پورت همچنین می‌تواند ۲ نمایشگر 4K به صورت همزمان (رفرش ریت ۶۰ هرتز) یا یک نمایشگر 4K با رفرش ریت ۱۲۰ هرتز را پشتیبانی کند. تاندربولت ۳ همچنین از PCI Express 3.0 و Displayport 1.2 نیز پشتیبانی می‌کند و با استفاده از آن این ۲ استاندارد را در اختیار خواهید داشت. نکته حائز اهمیت دیگر در این زمینه، پشتیبانی تاندربولت ۳ از شارژ سریع تا حداکثر توان ۱۰۰ وات می‌باشد، بدین ترتیب علاوه بر انتقال اطلاعات با سرعت بی نظیر می‌توانید برای شارژ پرسرعت لپ تاپ تان نیز روی این رابط حساب باز کنید.

### تاندربولت ۴
پس از ۳ نسل به‌روزرسانی، اینتل در سال ۲۰۲۰ از نسخه چهارم تاندربولت رونمایی کرد. این بروزرسانی در واقع یک بهینه‌سازی از نظر امنیتی و کارایی برای تاندربولت بود و می‌توان گفت اکنون این استاندارد در کاملترین حالت خود به سر می‌برد. مهم‌ترین ویژگی این رابط، افزایش پهنای باند PCI Express از ۱۶ گیگابیت به ۳۲ گیگابیت در ثانیه است تا در صورت اتصال کارت‌های گرافیک یا کارت‌های توسعه جدید مشکلی نداشته باشید. تاندربولت ۴، اکنون از قابلیت Sleep Mode نیز پشتیبانی می‌کند، این قابلیت امکاناتی برای مصرف بهینه انرژی و صرفه جویی در مصرف باتری ارائه می‌دهد.